# Умоер, Эрнст
Эрнст Умоер (фр. Ernst Umhauer) (род. 2 декабря 1989) — французский актёр, наиболее известен по роли Клода в фильме «В доме».

## Биография
Эрнст Умоер родился 2 декабря 1989 года в городе Шербур-Октевиль. Своё имя он унаследовал от известного французского художника Макса Эрнста. Его отец был фотографом. 
Он получил своё первоначальное образование в коллеже Марселя Кашена, затем в средней школе Жана-Франсуа Милле, но бросил учёбу после второго курса.
В 2009 году он начал сниматься в небольших ролях в телевизионных фильмах, а затем получает главную роль в короткометражном фильме «Le cri» режиссёра Рафаэля Матье.
В 2012 году Эрнста выбрал режиссёр Франсуа Озон для своего фильма «В доме». В этом фильме он  играет роль Клода Гарсия, шестнадцатилетнего школьника, который является  блестящим манипулятором. В фильме снимались такие актёры, как  Фабрис Лукини, Эммануэль Сенье, Иоланда Моро и Кристин Скотт Томас. За эту роль он был номинирован на кинопремию «Сезар» в номинации многообещающий актёр.

## Фильмография
- 2009 —  Les corbeaux — Адо
- 2011 — Монах
- 2011 — Крик — Габриель
- 2012 — В доме — Клод Гарсия
- 2014 — Сен-Лоран. Стиль — это я — Паскаль
- 2015 — На зов скорби  — Виржиль
- 2020 — Другой мир — Уильям